# Resolutie 728 Veiligheidsraad Verenigde Naties
Resolutie 728 van de Veiligheidsraad van de Verenigde Naties werd unaniem aangenomen op 8 januari 1992.

## Achtergrond
In 1979 werd na de val van het Rode Khmer-regime en met steun van Vietnam en de Sovjet-Unie de Volksrepubliek Kampuchea opgericht. Het land werd gedurende het volgende decennium door Vietnam gecontroleerd
via een marionettenregering. Die werd gedurende dat decennium bevochten door een regering in ballingschap die bestond uit de koningsgezinde Funcinpec, de Rode Khmer en het in 1982 gevormde Nationaal Volksbevrijdingsfront.
In augustus 1989 kwamen de vier partijen en vertegenwoordigers van achttien landen bijeen in de door de Verenigde Naties gesponsorde Conferentie van Parijs. Toen een finaal akkoord eindelijk in zicht was werd
de VN-Vooruitgangsmissie in Cambodja (UNAMIC) opgericht om toe te zien op de naleving van het staakt-het-vuren.

## Inhoud
De Veiligheidsraad:
- herinnert aan de resoluties 668, 717 en 718;
- verwelkomt dat de VN-Vooruitgangsmissie in Cambodja operationeel is;
- verwelkomt ook de vooruitgang bij de uitvoering van de in Parijs getekende akkoorden over de werking van de Nationale Hogeraad onder prins Norodom Sihanouk en het staakt-het-vuren;
- bezorgd over het gevaar van mijnen voor de bevolking en de tijdige uitvoer van de akkoorden;
- merkt op dat het mandaat van de missie voorziet mijnbewustzijnsprogramma en dat de akkoorden voorzien in ontmijning;
- overweegt dat een opleiding in ontmijning en een snel begin van de ontmijning noodzakelijk zijn voor de effectieve uitvoering van de akkoorden;
- overwoog de rapporten van de secretaris-generaal waarin hij voorstelt het mandaat van de missie uit te breiden met opleidingen in ontmijning en een ontmijningsprogramma;

1. keurt het rapport goed, vooral de hulp bij ontmijning door Cambodjanen;
2. roept de Nationale Hogeraad van Cambodja en alle Cambodjaanse partijen op te blijven samenwerken met de VN-Vooruitgangsmissie;
3. roept alle Cambodjaanse partijen op het staakt-het-vuren na te leven;
4. vraagt de secretaris-generaal op de hoogte te worden gehouden van verdere ontwikkelingen.

## Verwante resoluties
- Resolutie 717 Veiligheidsraad Verenigde Naties (1991)
- Resolutie 718 Veiligheidsraad Verenigde Naties (1991)
- Resolutie 745 Veiligheidsraad Verenigde Naties
- Resolutie 766 Veiligheidsraad Verenigde Naties

Lijst ·  726 ·  727 ·  728 ·  729 ·  730 ·  731 ·  732 ·  733 ·  734 ·  735 ·  736 ·  737 ·  738 ·  739 ·  740 ·  741 ·  742 ·  743 ·  744 ·  745 ·  746 ·  747 ·  748 ·  749 ·  750 ·  751 ·  752 ·  753 ·  754 ·  755 ·  756 ·  757 ·  758 ·  759 ·  760 ·  761 ·  762 ·  763 ·  764 ·  765 ·  766 ·  767 ·  768 ·  769 ·  770 ·  771 ·  772 ·  773 ·  774 ·  775 ·  776 ·  777 ·  778 ·  779 ·  780 ·  781 ·  782 ·  783 ·  784 ·  785 ·  786 ·  787 ·  788 ·  789 ·  790 ·  791 ·  792 ·  793 ·  794 ·  795 ·  796 ·  797 ·  798 ·  799